# Neukirchen an der Enknach
Neukirchen an der Enknach ist eine Gemeinde in Oberösterreich im Gerichtsbezirk Braunau am Inn und zählt 2330 Einwohner (Stand 1. Jänner 2024).

## Geografie
Neukirchen an der Enknach liegt auf 411 m Höhe im Innviertel. Die Ausdehnung beträgt von Nord nach Süd 10,9 km, von West nach Ost 8,6 km. Die Gesamtfläche beträgt 33,26 km². 28 % der Fläche sind bewaldet, 66 % der Fläche sind landwirtschaftlich genutzt.  Das Gemeindegebiet wird von Süden nach Norden von der Enknach durchflossen.
Neukirchen an der Enknach liegt an der Bundesstraße 156 8 km südlich der Bezirkshauptstadt Braunau am Inn und ca. 45 km nördlich der Stadt Salzburg.

### Gemeindegliederung
Das Gemeindegebiet umfasst folgende 43 Ortschaften (in Klammern Einwohnerzahl Stand 1. Jänner 2024):
- Apfenthal (16)
- Badhub (10)
- Bogendorf (216)
- Bründl (7)
- Brunn im Gries (28)
- Dietzing (105)
- Dorf (26)
- Eisenhub (20)
- Engelberg (17)
- Enknach (22)
- Eschberg (14)
- Friedrichsdorf (566)
- Gsotthub (25)
- Händschuh (69)
- Häusl (14)
- Hinterberg (3)
- Hof (4)
- Hollstraß (9)
- Kammerleiten (22)
- Kirchweg (11)
- Königsaich (10)
- Kottingauerbach (17)
- Lach (31)
- Maierhof (14)
- Neukirchen an der Enknach (414)
- Oberguggen (17)
- Oberthal (29)
- Österlehen (151)
- Paßberg (2)
- Rittersberg (22)
- Scheuhub (33)
- Schmalzhofen (14)
- Schützing (50)
- Solling (69)
- Spritzendorf (4)
- Stadlern (33)
- Stockhofen (24)
- Stoibergassen (13)
- Straß (105)
- Tausendengel (22)
- Unterguggen (23)
- Unterholz (5)
- Wiesmaiern (24)

Die Gemeinde besteht aus drei Katastralgemeinden: (Fläche: Stand 31. Dezember 2023):
- Apfenthal (795,65 ha)
- Mitternberg (1.616,51 ha)
- Neukirchen an der Enknach (914,09 ha)

### Nachbargemeinden
|                     | Braunau am Inn                              |                           |
| Schwand im Innkreis | Kompassrose, die auf Nachbargemeinden zeigt | Burgkirchen               |
| Handenberg          | St. Georgen am Fillmannsbach                | Pischelsdorf am Engelbach |

## Geschichte
Im Urfanger Holz wurden sechs Hügelgräber aus der Römerzeit gefunden, von denen zwei geöffnet wurden.
Seit Gründung des Herzogtums Bayern war der Ort bis 1779 bayrisch und kam nach dem Frieden von Teschen mit dem Innviertel (damals „Innbaiern“) zu Österreich. Während der Napoleonischen Kriege wieder kurz bayrisch, gehört er seit 1814 endgültig zu Oberösterreich.

### Bevölkerungsentwicklung

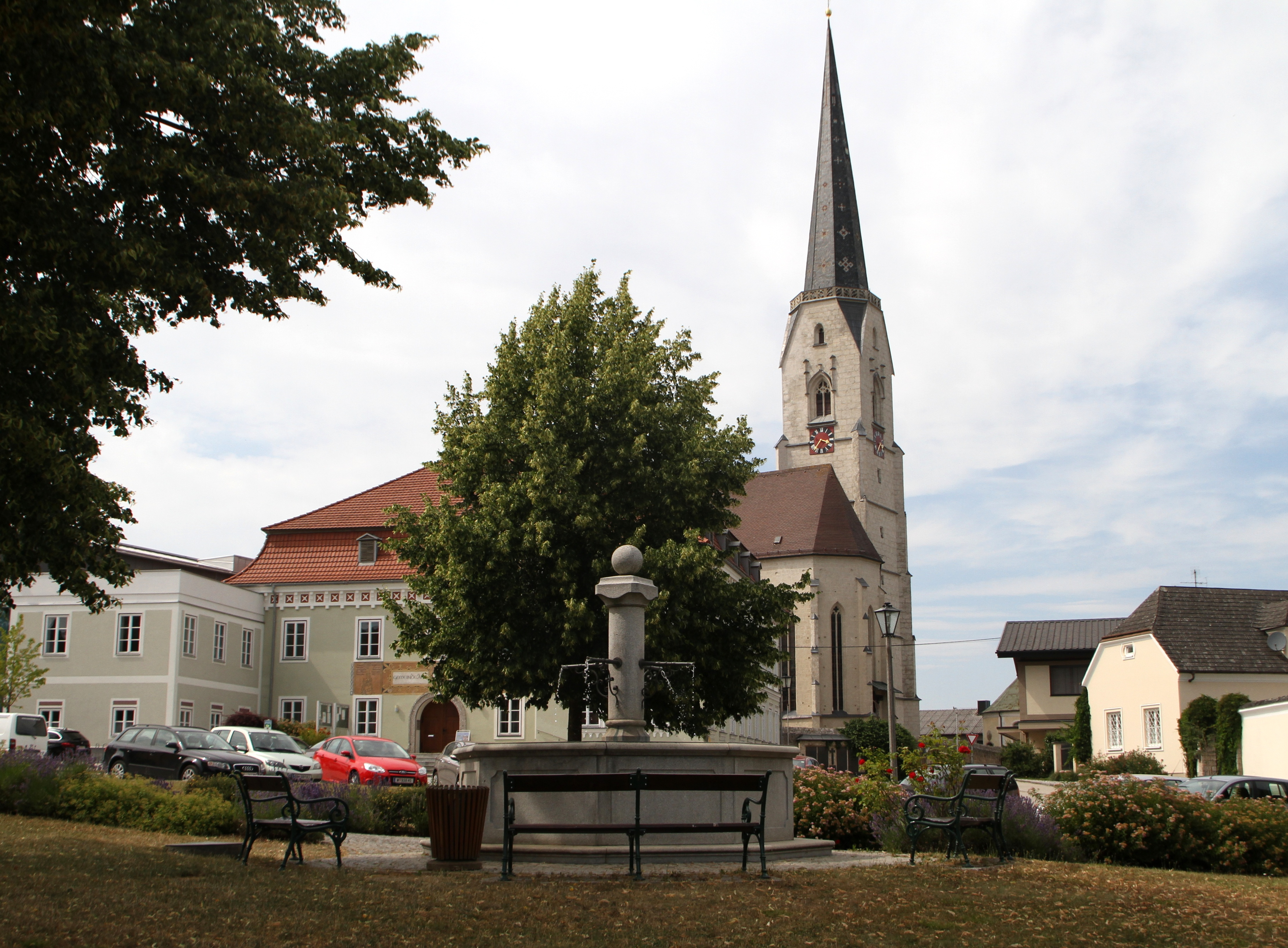
Pfarrkirche

## Kultur und Sehenswürdigkeiten
- Pfarrkirche Neukirchen an der Enknach
- Schloss Neukirchen an der Enknach

## Wirtschaft und Infrastruktur

### Wirtschaftssektoren
Von den 110 landwirtschaftlichen Betrieben des Jahres 2010 wurden 59 im Haupt-, 48 im Nebenerwerb, zwei von Personengemeinschaften und eine von einer juristischen Person geführt. Die Haupterwerbsbauern bewirtschafteten fast drei Viertel der Flächen. Im Produktionssektor arbeiteten 164 Erwerbstätige im Bereich Herstellung von Waren, 28 in der Bauwirtschaft und zwei im Bereich Energieversorgung. Die wichtigsten Arbeitgeber des Dienstleistungssektors waren die Bereiche soziale und öffentliche Dienste (95), Grundstücks- und Wohnungswesen (37) und der Handel (36 Mitarbeiter).
| Wirtschaftssektor            | Anzahl Betriebe | Anzahl Betriebe | Erwerbstätige | Erwerbstätige |
| Wirtschaftssektor            | 2011            | 2001            | 2011          | 2001          |
| ---------------------------- | --------------- | --------------- | ------------- | ------------- |
| Land- und Forstwirtschaft 1) | 110             | 121             | 114           | 122           |
| Produktion                   | 28              | 27              | 184           | 219           |
| Dienstleistung               | 89              | 43              | 235           | 200           |

1) Betriebe mit Fläche in den Jahren 2010 und 1999

### Arbeitsmarkt, Pendeln
Im Jahr 2011 lebten 1070 Erwerbstätige in Neukirchen an der Enknach. Davon arbeiteten 275 in der Gemeinde, nahezu drei Viertel pendelten aus.

## Politik
Der Gemeinderat hat 19 Mitglieder.

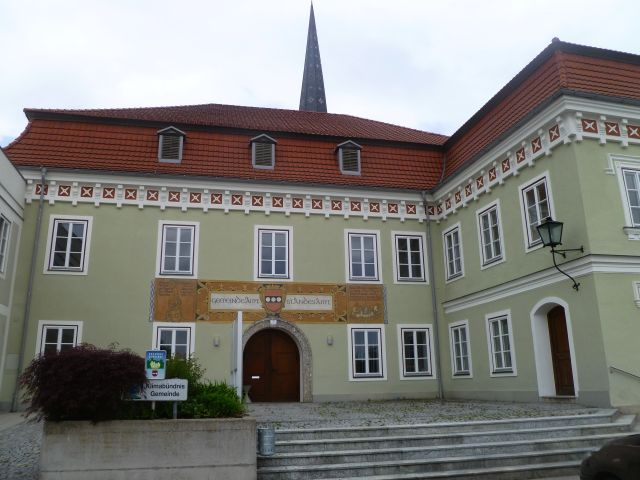
Gemeindeamt

- Mit den Gemeinderats- und Bürgermeisterwahlen in Oberösterreich 1997 hatte der Gemeinderat folgende Verteilung: 14 ÖVP, 6 SPÖ und 5 FPÖ. (25 Mandate)
- Mit den Gemeinderats- und Bürgermeisterwahlen in Oberösterreich 2003 hatte der Gemeinderat folgende Verteilung: 13 ÖVP, 8 SPÖ und 4 FPÖ. (25 Mandate)
- Mit den Gemeinderats- und Bürgermeisterwahlen in Oberösterreich 2009 hatte der Gemeinderat folgende Verteilung: 11 ÖVP, 7 SPÖ und 7 FPÖ. (25 Mandate)
- Mit den Gemeinderats- und Bürgermeisterwahlen in Oberösterreich 2015 hatte der Gemeinderat folgende Verteilung: 9 ÖVP, 8 SPÖ und 8 FPÖ. (25 Mandate)
- Mit den Gemeinderats- und Bürgermeisterwahlen in Oberösterreich 2021 hat der Gemeinderat folgende Verteilung: 9 ÖVP, 5 SPÖ und 5 FPÖ.[9][10]

| Partei | 2021  | 2021    | 2015    | 2015    | 2009  | 2009    | 2003  | 2003    | 1997  | 1997    |
| Partei | %     | Mandate | Prozent | Mandate | %     | Mandate | %     | Mandate | %     | Mandate |
| ------ | ----- | ------- | ------- | ------- | ----- | ------- | ----- | ------- | ----- | ------- |
| SPÖ    | 27,97 | 5       | 36,91   | 9       | 29,53 | 7       | 31,32 | 8       | 26,13 | 6       |
| ÖVP    | 45,63 | 9       | 31,80   | 8       | 43,84 | 11      | 50,23 | 13      | 52,43 | 14      |
| FPÖ    | 26,41 | 5       | 31,30   | 8       | 26,64 | 7       | 18,45 | 4       | 21,43 | 5       |

### Bürgermeister
Die Bürgermeister seit 1850 waren:
- 1850–1850 Franz Moser
- 1850–1855 Kaspar Bieringer
- 1855–1858 Caspar Pieringer
- 1858–1861 Josef Neinhundner
- 1861–1864 Josef Lechner
- 1864–1867 Wolfgang Lengfellner
- 1867–1870 Georg Zankl
- 1870–1873 Johann Beinhundner
- 1873–1876 Franz Mailinger
- 1876–1879 Georg Fellner
- 1879–1885 Michael Emersberger
- 1885–1894 Franz Meislinger
- 1894–1897 Josef Paischer
- 1897–1900 Johann Beinhundner
- 1900–1903 Jacob Russinger
- 1903–1906 Martin Bichler
- 1906–1910 Jacob Russinger
- 1910–1913 Johann Spitaler
- 1913–1919 Johann Lackerbauer
- 1919–1924 Josef Huber
- 1924–1929 Josef Kugler
- 1929–1935 Josef Priewasser
- 1935–1942 Josef Kugler
- 1942–1945 Josef Enthamer
- 1945–1945 Hans Koller
- 1945–1946 Josef Perschl
- 1946–1948 Georg Fellner
- 1948–1961 Michael Schreierer
- 1961–1964 Johann Hagn
- 1964–1995 Johann Leimer
- 1995–1997 Wolfgang Eitzlmair
- 1997–2007 Karl Wimmer (ÖVP)
- 2007–2010 Alois Leimer (SPÖ)
- seit 2010 Johann Prillhofer (SPÖ)

### Wappen
Blasonierung:
In Rot ein schwarzer Balken, der mit drei silbernen Ballen belegt ist.

Das 1974 verliehene Wappen geht auf das redende Wappen des Geschlechts der Apfenthaler zurück, die bis ins 16. Jahrhundert Besitzer des Schlosses Neukirchen waren.
Die Gemeindefarben sind Rot-Weiß-Schwarz.

## Persönlichkeiten

### Söhne und Töchter der Gemeinde
- Theodor Mayer (1883–1972), Historiker
- Alois Weidenhillinger (1883–1942), Politiker (SdP)
- Max Schrems (1892–1944), Straßenbahnwächter und Widerstandskämpfer gegen den Nationalsozialismus

### Mit der Gemeinde verbundene Persönlichkeiten
- Johann Baumgartner (1900–1976), NS-Funktionär und Gemeindearzt
- Anja Hagenauer (* 1969), Politikerin (SPÖ)
- Günther Weidlinger (* 1978), Sportler